# حملة الإجهاض لأسباب طبية

## حملة الإجهاض لأسباب طبية
هي حملة تهدف إلى تغيير القانون في أيرلندا للسماح بالإجهاض في حالات التشوهات الجنينية المميتة. و أماندا ميليت هي واحدة من الأعضاء المؤسسين لهذه الحملة.
تم تنظيم هذه الحملات لتقديم دعم أكبر للأباء الذين لديهم خبرة مع التشوهات الجنينية المميتة. اُقرت المبادئ التوجيهية الجديدة للحكومة الأيرلندية بشأن تقديم الدعم للأباء المعنيين بالامر في عام 2016.

## المقابلات الأولية مع السياسيين
في أبريل 2012 تقابلت الحملة مع عدد من النواب و أعضاء مجلس الشيوخ الذين ارادوا تقصي الحقائق عن طبيعة الحملة وكيفية الرد على المحكمة الاوربية لحقوق الإنسان. وأيضا لطلب تغيير قانون الإجهاض في أيرلندا. وكان من ضمن الحضور النائب رونان مولين الذي لم يظهر أي تعاطف مع أسباب الحملة وطالب بتقديم أجندة واضحة لها. وقد نفي لاحقًا كونه معاديًا للنساء.

## قانون حماية الحياة أثناء فترة الحمل 2013
أثناء مناقشة قانون حماية الحياة أثناء الحمل عام 2013، طالبت الحملة استثناء للسماح بالإجهاض إذا ما اتضح وجود تشوهات جنينية مميتة. ولكن اعترض رئيس الوزراء الايرلندي ايندا كيني علي ذلك مُدعيًا أنه من الغير دستورى إدراج هذا الاسثناء.

## جمعية المواطنين
في عام 2016، أنشأت الحكومة الأيرلندية جمعية للمواطنين لمناقشة قوانين الإجهاض في أيرلندا. قدمت الحملة طلبًا يدعو إلى إلغاء التعديل الثامن وإزالة الإجهاض من القانون الجنائي.
لم يتم دعوة الحملة للحضور إلي جمعية المواطنين في حين أنه تم دعوة حملة أخري تُسمي " كل حياة مهمة" وهي حملة مماثلة للآباء والأمهات للأطفال الذين يعانون من تشوهات الأجنة المميتة ولكنهم كانوا معارضين لتغير قانون الإجهاض في أيرلندا.